# Helicodontium clarazii
Helicodontium clarazii är en bladmossart som beskrevs av Jean Édouard Gabriel Narcisse Paris 1896. Helicodontium clarazii ingår i släktet Helicodontium och familjen Fabroniaceae. Inga underarter finns listade i Catalogue of Life.